# UNスタジオ
UNスタジオ（UNStudio）はオランダ生まれの二人の建築家、ベン・ファン・ベルケル（Ben van Berkel, 1957年-）とカロリン・ボス（Caroline Bos, 1959年-）によって1998年に設立された建築設計事務所。建築や都市開発、インフラストラクチャー事業に特化した活動を展開している。名称のUNはUnited Networkを表している。
ベン・ファン・ベルケルはリートフェルト・アカデミー、ロンドンにある英国建築協会付属建築専門大学（通称AAスクール）で建築を、カロリン・ボスはロンドン大学バークベック校で美術史を学んでいる。カロリン・ボスはヴェネツィア芸術学校、ロッテルダムのベルラーヘ・インスティテュートそしてプリンストン大学にて客員教授を務める。
日本での作品はまだないが、横浜港大さん橋国際客船ターミナル（通称大さん橋）の設計競技で第２位を獲得している。

## 略歴
- 1957年 - ベン・ファン・ベルケルがオランダ、ユトレヒトで生まれる。
- 1959年 - カロリン・ボスがオランダ、ロッテルダムで生まれる。
- 1987年 - ベン・ファン・ベルケルが優等でAAスクールを卒業。
- 1988年 - アムステルダムにUNスタジオの前身となる事務所を設立。
- 1991年 - カロリン・ボスがロンドン大学バークベック校を優等で卒業。
- 1998年 - 事務所の名前をUNスタジオに改名。

## 作品
作品名（場所, 竣工年）
- エラスムス橋（オランダ, 1996）
- メビウス・ハウス （オランダ, 1998）
- Het Valkhof Museum （ネイメーヘン, オランダ, 1999）
- Waste Disposal Installation （デルフト, オランダ, 2000）
- NMR facility（ユトレヒト, オランダ, 2000）
- La Tour（アペルドールン, オランダ, 2000）
- Water villa's（アルメーレ, オランダ, 2001）
- Electrical substation（インスブルック, オーストリア, 2002）
- Living Tomorrow（アムステルダム, オランダ, 2003）
- Prince Claus Bridge（ユトレヒト, オランダ, 2003）
- Glleria Department Store（ソウル, 韓国, 2004）
- Hotel and Hamam（ツオーツ, スイス, 2004）
- La Defense Offices（アルメーレ, オランダ, 2004）
- Park and Riji Towers（アルメーレ, オランダ, 2005）
- 防御壕に載るティー・ハウス（オランダ, 2006）
- メルセデス・ベンツ・ミュージアム（シュトゥットガルト, ドイツ, 2006）
- VILLA NM（ニューヨーク, アメリカ, 2007）
- レリスタッド劇場（レリスタッド, オランダ, 2007）
- アーネム中央交通ターミナル（アーネム, オランダ, 2016）